# Modest Urgell

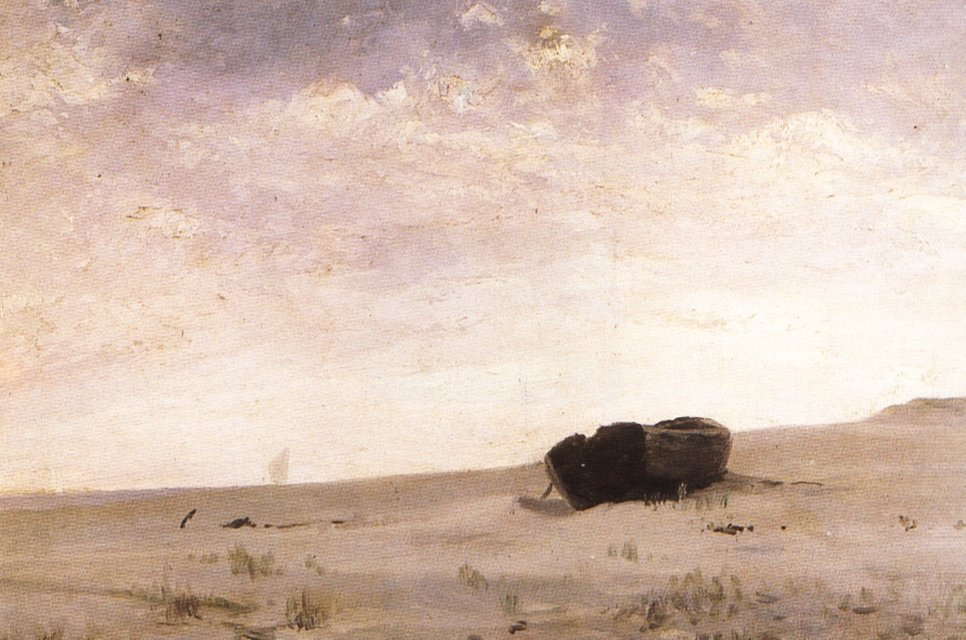
Marina, Modest Urgell, Museu d'Art de Girona

Modest Urgell i Inglada (13. června 1839, Barcelona – 3. dubna 1919, tamtéž), známý také pod pseudonymem Katúfol, byl katalánský malíř a autor komedií. Jeho dílo je řazeno k přechodnému období mezi realismus a impresionismus.

## Životopis
Studoval na Escola de la Llotja, kde mezi jeho učitele patřili Ramon Martí i Alsina, Pau Milà i Fontanals, Claudi Lorenzale, Josep Serra Porsón a Lluís Rigalt. Odjel do Paříže, kde se připojil ke Courbetovi a seznámil se s realistickou malbou. V roce 1860 se vrátil do Španělska a vystavil svá díla. Byla však odmínuta, jako příliš pokroková.
Aby se vyhnul epidemii žluté zimnice v Barceloně, přijal v roce 1870 nabídku do Olot od malíře Vayredy. Jeho malby krajin Urgella doživotně ovlivnily. Poté Urgell strávil krátká období v Arenys de Mar, Gelidě a Toulouse.
Od roku 1877 vystavoval pravidelně v Sala Parés, na národních výstavách v Madridu v letech 1876, 1892 a 1895 a dočkal se i mezinárodního uznání. Byl zakládajícím členem Societat Artística i Literària de Catalunya a od roku 1894 profesorem ve Llotje, kde byl jeho žákem i Joan Miró.
Kromě malířství se věnoval také psaní divadelních her a dekoratérství.
Jeho syn, Ricard Urgell i Carreras, byl také malíř.

## Dílo
Jeho obrazy přímořských krajin, kostelů a hřbitovů mají většinou pochmurnou atmosféru.
Divadelní hry: Turbonada (1870) Lluny dels ulls (1898), Un terròs de sucre (1898), Añoranza! (1899), Por (1901), Valor (1907). Autobiografie El murciélago. Memorias de una patum (1913).

## Ocenění
- 1876 – Druhá medaile na Národní výstavě výtvarných umění v Madridu
- 1895 – První medaile na Národní výstavě výtvarných umění v Madridu za El Pedregal, poble civilitzat